# 上海旗忠森林体育城テニスセンター
上海旗忠森林体育城テニスセンター（シャンハイ-きちゅうしんりん-たいいくじょう-）は、中華人民共和国上海市閔行区馬橋鎮に位置するテニス競技場である。収容人数は13,880人。
毎年開催される上海マスターズの会場であり、アジア最大のテニス競技場である。また、バスケットボールNBAのプレシーズンマッチ「クリーブランド・キャバリアーズ対オーランド・マジック」の試合も行われた。
ほかにテニスコート40面（うち屋内スタジアム3面、屋内コート14面、屋外コート22面）がある。